# Жарковина
Жарковина је насељено мјесто у општини Теслић, Република Српска, БиХ. Према попису становништва из 2013. у насељу је живјело 370 становника (са Врелима).

## Географија
Жарковина се налази око 4 километра сјеверно од Теслића, са лијеве стране ријеке Усоре. Према попису из 1991. године село је бројало 486 становника (са тадашњим засеоком Врела). У ширем смислу, село обухвата и прилично издвојен заселак Стојковићи, као и Жарковачка поља са десне стране Усоре, до Шкребиног Камена. У прошлости се и заселак Врела често званично називао Жарковином.
Са источне и јужне стране је ограничено ријеком Усором. Са западне стране граничи се селом Ружевић, са којим нема добру путну комуникацију. Са сјеверне стране је ширим појасом брда и шуме одвојено од села Радње. Једина саобраћајна веза је мост на ријеци Усори, који је почетком 21. вијека знатно оштећен бујицом ријеке, да би након неколико мјесеци био реновиран. Саобраћајне везе са Теслићем су лоше. Жарковина нема школу, а 1996. године је први пут добила цркву, уређењем зграде која је првобитно намијењена за гробљанску капелу.

### Жарковачка поља
Жарковачка поља је дио села који се налази с десне стране Усоре. Пружа се у правцу југозапад — сјевероисток и до 1980-их година 20. вијека је чинио углавном пољопривредно земљиште. С почетком 1980-их година намјена је промијењена у индустријско земљиште, те је до 2009. године подигнуто 6 фабрика и један тржни центар.
До 1968. године у Жарковачким пољима се локална цеста укрштала са пругом Усора — Прибинић, тако да се за ту локацију у локалном говору још увијек користи израз „Жарковачка рампа“.

## Историја
Жарковина је име добила по Жарку, једном од синова Гргура Стипанића.
Крсна слава села, („масла“) се обиљежава на духовски уторак.

## Становништво
Жарковину насељава већинско српско православно становништво. Међу бројнијим породицама су Шкребићи, Бубићи, Смиљићи и Панићи.
| Националност       | 1991. | 1981. | 1971. | 1961. |
| Срби               | 449   | 469   | 421   | 402   |
| Југословени        | 19    |       |       |       |
| Хрвати             | 7     | 3     | 1     | 1     |
| остали и непознато | 11    | 3     | 1     |       |
| Укупно             | 432   | 486   | 475   | 423   |

| Демографија | Демографија | Демографија |
| Година      | Становника  | Становника  |
| ----------- | ----------- | ----------- |
| 1961.       | 403         |             |
| 1971.       | 423         |             |
| 1981.       | 475         |             |
| 1991.       | 486         |             |
| 2013.       | 370         |             |